# Astathes nitens
Astathes nitens är en skalbaggsart som först beskrevs av Johan Christian Fabricius 1801.
Astathes nitens ingår i släktet Astathes och familjen långhorningar. Inga underarter finns listade i Catalogue of Life.